# Temporada 1950-51 de los Fort Wayne Pistons
La Temporada 1950-51 fue la tercera de los Fort Wayne Pistons en la NBA. La temporada regular acabó con 32 victorias y 36 derrotas, clasificándose para los playoffs, en los que cayeron en las semifinales de división ante los Rochester Royals.

## Elecciones en elDraft
| Ronda | Puesto | Jugador        | Posición | Nacionalidad   | Universidad |
| ----- | ------ | -------------- | -------- | -------------- | ----------- |
| 1     | 7      | George Yardley | Escolta  | Estados Unidos | Stanford    |
| 2     | 19     | Jim Riffey     | Alero    | Estados Unidos | Tulane      |
| 3     | 31     | Art Burris     | Alero    | Estados Unidos | Tennessee   |

## Temporada regular
| División Oeste           | División Oeste | División Oeste | División Oeste | División Oeste | División Oeste | División Oeste | División Oeste | División Oeste |
| Equipo                   | G              | P              | %              | PD             | Casa           | Fuera          | Neutral        | Div            |
| ------------------------ | -------------- | -------------- | -------------- | -------------- | -------------- | -------------- | -------------- | -------------- |
| x-Minneapolis Lakers     | 44             | 24             | .647           | -              | 29-3           | 12-21          | 3-0            | 24-12          |
| x-Rochester Royals       | 41             | 27             | .603           | 3              | 29-5           | 12-22          | -              | 18-15          |
| x-Fort Wayne Pistons     | 32             | 36             | .471           | 12             | 27-7           | 5-27           | 0-2            | 18-6           |
| x-Indianapolis Olympians | 31             | 37             | .456           | 13             | 19-12          | 10–24          | 2-1            | 15-20          |
| Tri-Cities Blackhawks    | 25             | 43             | .368           | 19             | 22-13          | 2–28           | 1-2            | 12-24          |

## Playoffs

### Semifinales de División
Rochester Royals - Fort Wayne Pistons
| Fecha       | Partido                                     | Ciudad     |
| ----------- | ------------------------------------------- | ---------- |
| 20 de marzo | Rochester Royals 110, Fort Wayne Pistons 81 | Rochester  |
| 22 de marzo | Fort Wayne Pistons 83, Rochester Royals 78  | Fort Wayne |
| 24 de marzo | Rochester Royals 97, Fort Wayne Pistons 78  | Rochester  |
|             | Rochester gana las series 2-1               |            |

## Estadísticas
| Rk | Jugador         | Edad | P  | PT | MP | TC  | TCI  | %TC  | 3P | 3PI | %3P | TL  | TLI | %TL  | RO | RD | RT   | AS  | RB | TAP | BP | FP  | PTS  |
| 1  | Fred Schaus     | 25   | 68 |    |    | 4.6 | 13.5 | .340 |    |     |     | 5.9 | 7.1 | .835 |    |    | 7.3  | 2.7 |    |     |    | 3.5 | 15.1 |
| 2  | Larry Foust     | 22   | 68 |    |    | 4.8 | 13.9 | .346 |    |     |     | 3.8 | 5.8 | .659 |    |    | 10.0 | 1.3 |    |     |    | 3.6 | 13.5 |
| 3  | Jack Kerris     | 26   | 68 |    |    | 3.8 | 10.1 | .370 |    |     |     | 3.0 | 4.3 | .681 |    |    | 7.0  | 2.7 |    |     |    | 3.7 | 10.5 |
| 4  | Ralph Johnson   | 29   | 68 |    |    | 3.5 | 10.8 | .319 |    |     |     | 1.7 | 2.4 | .704 |    |    | 4.0  | 2.7 |    |     |    | 3.6 | 8.6  |
| 5  | John Oldham     | 27   | 68 |    |    | 2.9 | 8.8  | .333 |    |     |     | 2.5 | 4.3 | .586 |    |    | 3.6  | 1.9 |    |     |    | 3.6 | 8.4  |
| 6  | Don Otten       | 29   | 49 |    |    | 2.5 | 6.9  | .362 |    |     |     | 3.4 | 4.2 | .811 |    |    | 6.0  | 0.8 |    |     |    | 3.9 | 8.4  |
| 7  | Duane Klueh     | 25   | 61 |    |    | 2.6 | 7.5  | .343 |    |     |     | 2.2 | 3.0 | .734 |    |    | 3.0  | 1.3 |    |     |    | 2.3 | 7.4  |
| 8  | Dick Mehen      | 28   | 43 |    |    | 2.7 | 7.2  | .381 |    |     |     | 1.0 | 1.3 | .754 |    |    | 2.8  | 1.2 |    |     |    | 2.2 | 6.5  |
| 9  | Curly Armstrong | 32   | 38 |    |    | 1.9 | 6.1  | .310 |    |     |     | 1.5 | 2.4 | .644 |    |    | 2.3  | 2.0 |    |     |    | 2.6 | 5.3  |
| 10 | Bob Carpenter   | 33   | 21 |    |    | 1.3 | 5.9  | .218 |    |     |     | 2.2 | 2.8 | .810 |    |    | 3.0  | 0.8 |    |     |    | 1.7 | 4.8  |
| 11 | John Hargis     | 30   | 14 |    |    | 1.8 | 4.7  | .379 |    |     |     | 1.2 | 1.7 | .708 |    |    | 2.1  | 0.6 |    |     |    | 1.8 | 4.8  |
| 12 | Jim Riffey      | 27   | 35 |    |    | 1.9 | 5.3  | .351 |    |     |     | 0.6 | 0.7 | .769 |    |    | 1.7  | 0.5 |    |     |    | 1.5 | 4.3  |
| 13 | Bob Harris      | 23   | 12 |    |    | 1.1 | 4.8  | .228 |    |     |     | 1.3 | 1.7 | .750 |    |    | 3.7  | 0.7 |    |     |    | 1.6 | 3.4  |
| 14 | Art Burris      | 26   | 33 |    |    | 0.8 | 3.4  | .248 |    |     |     | 0.6 | 1.1 | .583 |    |    | 3.2  | 0.8 |    |     |    | 1.5 | 2.3  |
| 15 | Ken Murray      | 22   | 14 |    |    | 3.4 | 11.4 | .294 |    |     |     | 3.1 | 4.1 | .772 |    |    |      | 3.8 |    |     |    | 1.7 | 9.9  |